# 정오의 휴식

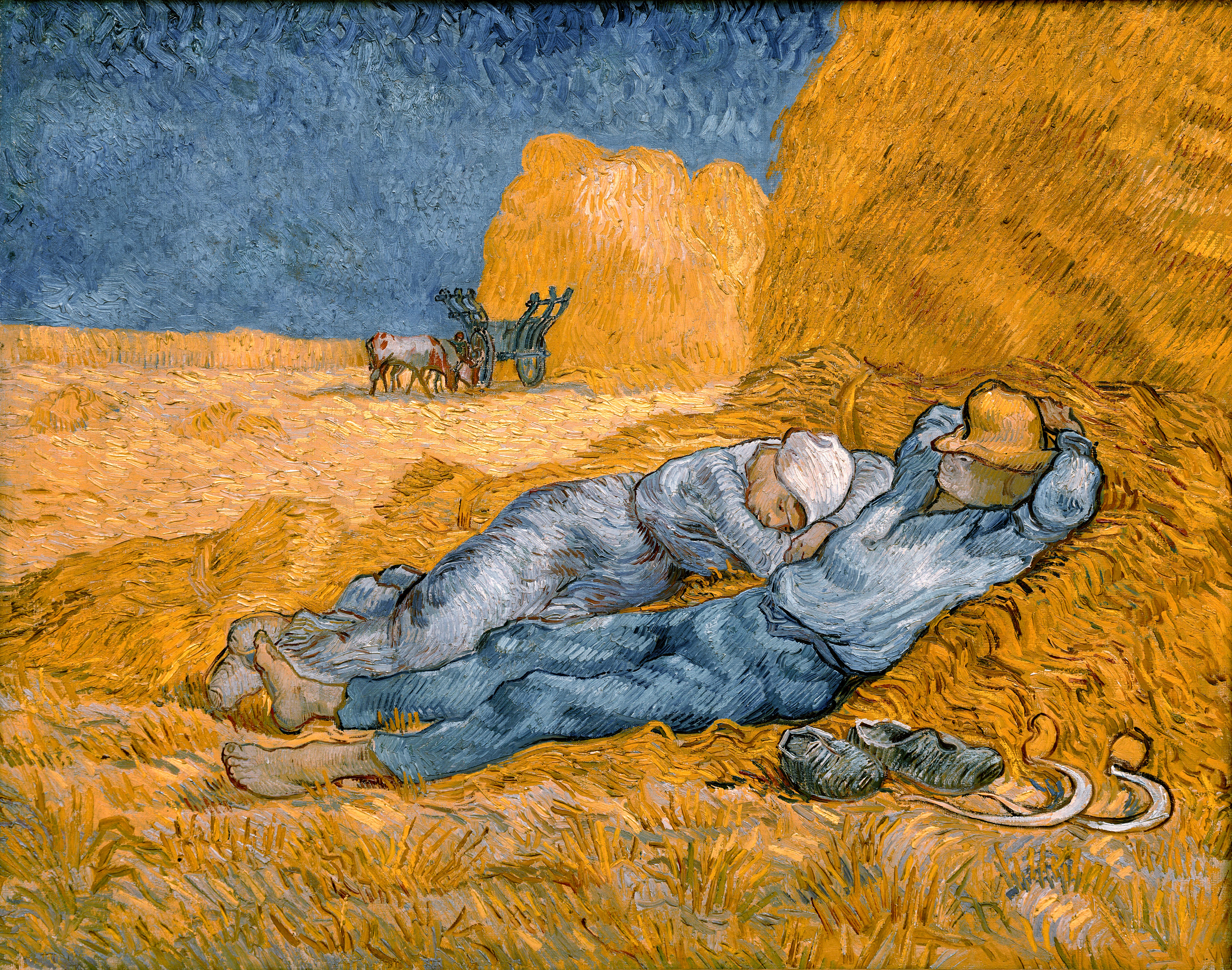

한낮의 휴식 또는 정오의 휴식 또는 낮잠(La méridienne)은 캔버스에 유채이며 73x91cm이다.
1889~1890년에 완성된 빈센트 반 고흐 (Vincent van Gogh)의 작품이다.
위의 이미지는 고화질로 붓 터치를 살펴볼 수 있다.
프랑스 국립 오르세 미술관에 소장 되어 있다.
고흐는 이 그림 이외에도  밀레의 여러 그림들을 통해 영감을 받아 자신만의 표현을 그려냈다.

## 같이 보기
- 밀레의 한낮의 휴식
- 이중섭